# Бан, Роберт
Роберт Бан (венг. Bán Róbert; 22 апреля 1934, Будапешт — 29 ноября 1957, там же) — венгерский радиотехник еврейского происхождения, активный участник антикоммунистического Венгерского восстания 1956 года. Один из будапештских повстанческих командиров, соратник Йожефа Дудаша и Яноша Сабо. Отступив из столицы, пытался продолжить вооружённую борьбу в провинции. Казнён после подавления восстания. В современной Венгрии считается героем революции.

## Происхождение и профессия
Родился в семье еврейского архитектора. Потерял 17 родственников в период Холокоста. Родители развелись, когда ему было шесть лет. Отец Роберта Бана в 1945 году вступил в Компартию Венгрии, однако вскоре был арестован.
Окончив среднюю школу, в 1952 Роберт Бан поступил учеником механика на завод в Будапеште. В 1954—1955 служил в армии. Работал на заводе радиотехником. Политически Роберт Бан придерживался демократических и антикоммунистических взглядов.

## Повстанческий командир
23 октября 1956 года Роберт Бан решительно поддержал Венгерское восстание. Участвовал в штурме полицейского участка и захвате оружия. 24 октября он присоединился к повстанческой группировке II района Будапешта, которую возглавляли Йожеф Дудаш и Янош Сабо. Быстро выдвинулся в заместители Сабо. Защищал в боях площадь Сена.
В отличие от осторожного и компромиссного Яноша Сабо, Роберт Бан отличался наступательным стилем, при каждой возможности старался атаковать. 28 октября его отряд выдержал крупный бой с превосходящими силами советских войск и венгерских коммунистов. В то же время Роберт Бан запрещал расстреливать пленных и освобождал — после разоружения — даже сотрудников коммунистической госбезопасности.
2 ноября исход сражения за площадь Сена стал очевиден. Роберт Бан вступил в конфликт с Яношем Сабо, настаивая на нанесении контрудара, силы для которого очевидно отсутствовали. Принял под своё командование повстанческую «Шахтёрскую бригаду», состоявшую из прибывших в Будапешт горняков.
4 ноября началось массированное советское наступление. Роберт Бан и некоторые его бойцы отступили из Будапешта в направлении австрийской границы. Бан рассчитывал развернуть партизанское движение в западных и северо-западных медье. Однако вскоре он был арестован советскими войсками и доставлен в СССР. Содержался в Ужгороде.

## Казнь и память
22 декабря 1956 года Роберт Бан был передан властям ВНР. Предстал перед судом в рамках «Процесса Шахтёрской бригады», 29 июля суд приговорил Роберта Бана к смертной казни. Приговор был обжалован, но подтверждён 29 ноября.
Гуманное отношение Бана к пленным и даже ходатайство сотрудников госбезопасности, спасённых им от линчевания (супруги Рац писали: «Мы обязаны жизнью исключительно ему»), не были приняты во внимание. Через шесть дней после вынесения окончательного приговора Роберт Бан был казнён вместе с тремя повстанцами-шахтёрами — Ласло Русняком, Тибором Цимером, Андрашем Лауринецем.
В современной Венгрии Роберт Бан считается одним из героев революции.